# Вдовыка, Елена Васильевна
Елена Васильевна Вдовыка (укр. Олена Василівна Вдовика, 23 февраля 1974) — советская и украинская футболистка.
Выступала за украинские команды: «Динамо» (Киев), «Юниса» (Луганск) и «Спартак» (Киев). В августе 1995 года перешла из киевского «Спартака» в «Калужанку» вместе с Людмилой Павленко. Первый матч за «Калужанку» провела 1 сентября 1995 года в Москве против команды «Серп и Молот» (0:0).
В 2005—2006 была тренером в команде «Печёрск» (Киев).

## Достижения
- Чемпионат Украины по футболу среди женщин
  - Чемпион: 1992
  - Вице-чемпион: 1994
- Кубок Украины по футболу среди женщин
  - Обладатель: 1992

## Клубная статистика
| Выступление      | Выступление      | Выступление      | Лига | Лига | Кубок | Кубок | Итого | Итого |
| Клуб             | Лига             | Сезон            | Игры | Голы | Игры  | Голы  | Игры  | Голы  |
| ---------------- | ---------------- | ---------------- | ---- | ---- | ----- | ----- | ----- | ----- |
| Калужанка        | высшая           | 1995             | 3    | 0    | —     | —     | 3     | 0     |
| Калужанка        | высшая           | 1996             | —    | —    | —     | —     | 0     | 0     |
| Калужанка        | Итого            | Итого            | 3    | 0    | —     | —     | 3     | 0     |
| Всего за карьеру | Всего за карьеру | Всего за карьеру | 3    | 0    | —     | —     | 3     | 0     |